# Saint-Hilaire-d’Ozilhan
Saint-Hilaire-d’Ozilhan település Franciaországban, Gard megyében. Lakosainak száma 1115 fő (2022. január 1.). Saint-Hilaire-d’Ozilhan Castillon-du-Gard, Estézargues, Fournès, Remoulins és Valliguières községekkel határos.

## Népesség
A település népessége az elmúlt években az alábbi módon változott:
| Lakosok száma | 382  | 461  | 618  | 650  | 944  | 1044 | 1069 | 1080 | 1096 | 1115 |
|               | 1968 | 1982 | 1990 | 2006 | 2013 | 2015 | 2017 | 2019 | 2020 | 2022 |